# Da Vinci (cràter)

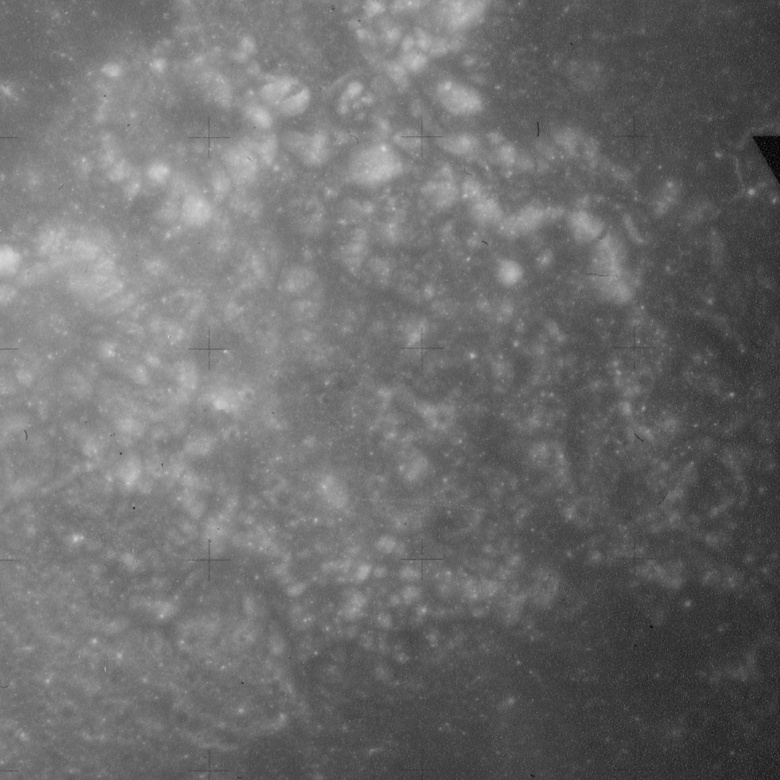
Fotografia de la missió Apol·lo 15.

Da Vinci és un cràter d'impacte que es troba en la part oriental de la Lluna, al nord-oest de la Mare Fecunditatis, situat en la costa est del Sinus Concordiae, una badia que pertany al costat oriental de la Mare Tranquillitatis. La relació de cràters propers inclou a Watts al sud-est i a Lawrence al sud-oest, de menor grandària que dona Vinci.

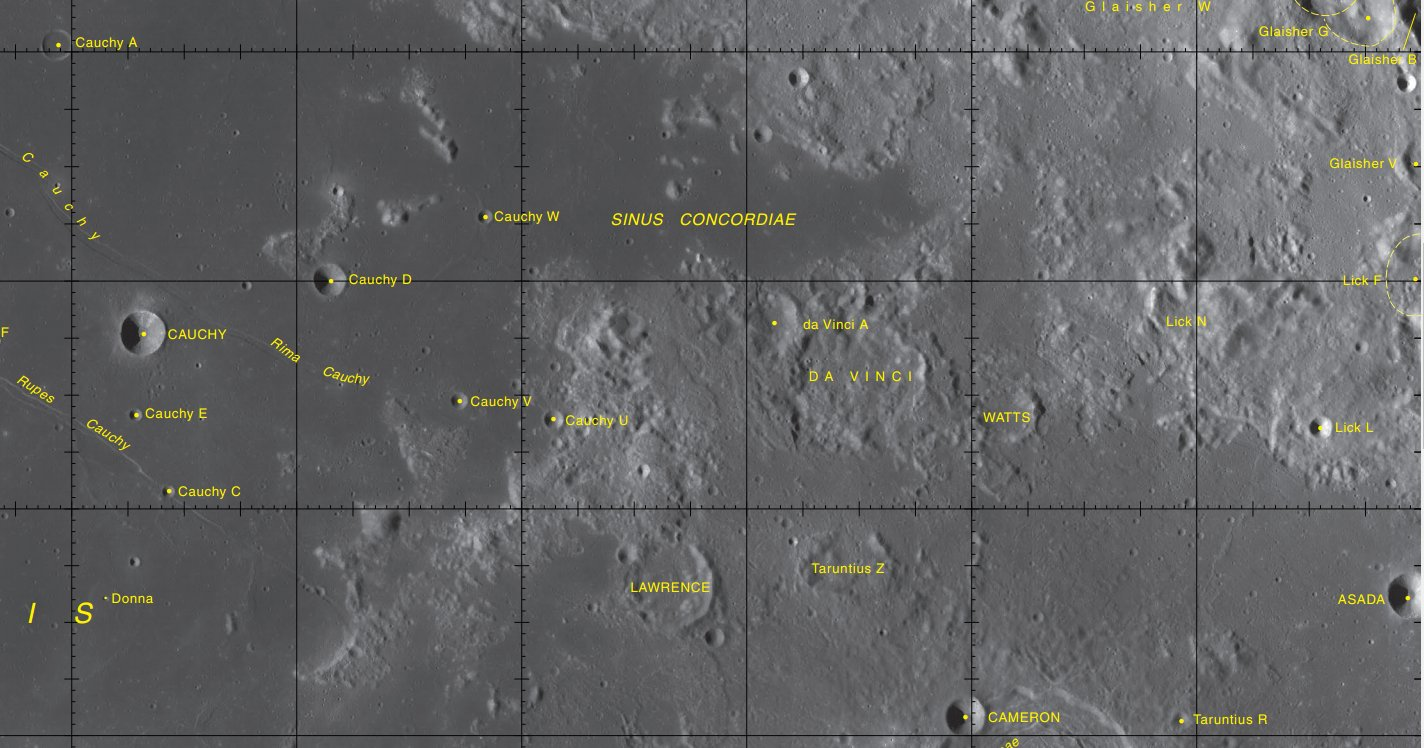
Localització de Da Vinci (centre) (LRO)

Aquesta formació ha estat fortament danyada i remodelada fins al punt que és amb prou feines recognoscible com un cràter. Les seccions baixes de la vora oriental i d'un sector del costat nord-oest encara es mantenen en peus, a pesar que s'assemblen més a crestes corbades que a la paret d'un cràter. Existeixen llacunes en la vora cap al sud i el nord. L'interior és irregular, amb porcions de sòl reconfiguradas per fluxos de lava.

## Cràters satèl·lit
Per convenció aquests elements són identificats en els mapes lunars posant la lletra en el costat del punt central del cràter que està més prop de da Vinci.